# Crépand
Crépand é uma comuna francesa na região administrativa da Borgonha-Franco-Condado, no departamento de Côte-d'Or. Estende-se por uma área de 5,8 km². Em 2010 a comuna tinha 327 habitantes (densidade: 56,4 hab./km²).